# Glyptopetalum fengii
Glyptopetalum fengii är en benvedsväxtart som först beskrevs av Chun och How, och fick sitt nu gällande namn av D. Hou. Glyptopetalum fengii ingår i släktet Glyptopetalum och familjen Celastraceae. Inga underarter finns listade.